# Radara debora
Radara debora là một loài bướm đêm trong họ Noctuidae.